# Astèrix el gal (pel·lícula de 1967)
Astèrix el gal (títol original: Astérix le Gaulois) és una pel·lícula d'animació francobelga de 1967 dirigida per Ray Goossens i coproduïda per Belvision Studios i Dargaud Films. Aquesta pel·lícula és una adaptació del còmic homònim de 1961 de René Goscinny i Albert Uderzo.
Ha estat doblada al català per primera vegada per a cinemes l'any 1982 (amb el suport de l'ICC), i després de nou per al canal TV3 el 1989. La pel·lícula també estat doblada al valencià, i va ser emesa pel Canal Nou l'any 1990.

## Sinopsi
Els romans aconsegueixen esbrinar que el secret de la força invencible dels gals és una poció màgica feta pel seu druida. Decideixen segrestar el druida perquè no la segueixi preparant, i Astèrix va a rescatar-lo del campament dels legionaris.

## Repartiment
| Personatge       | Veu original | Veu catalana        | Veu catalana                                                                                       | Veu valenciana      |
| Personatge       | Veu original | Doblatge de cinema  | Doblatge TV                                                                                        | Veu valenciana      |
| ---------------- | --- | ------------------- | -------------------------------------------------------------------------------------------------- | ------------------- |
| Narrador         | Bernard Lavalette | –                   | Eduard Elias                                                                                       | Paco Alegre         |
| Astèrix          | Roger Carel | Joan Pera           | Xavier de Llorens                                                                                  | Edu Borja           |
| Obèlix           | Jacques Morel | Josep Maria Angelat | Albert Díaz                                                                                        | Manel Cubedo        |
| Panoràmix        | Lucien Raimbourg | Felipe Peña         | Viçens Manel Domènech                                                                              | Enric García        |
| Copdegarròtix    | Pierre Tornade | –                   | Manuel Lázaro                                                                                      | Juan Vicente Espuig |
| Caius Bonus      | Pierre Tornade | –                   | Lluís Marco                                                                                        | Alfred Picó         |
| Caligula Minus   | Jacques Jouanneau | –                   | Carles Sales                                                                                       | –                   |
| Assegurançatòrix | Jacques Jouanneau | –                   | Jordi Vilaseca                                                                                     | Paco Vila           |
| Marcus Sacapus   | Pierre Trabaud | –                   | Pep Sais                                                                                           | Germán Montaner     |
| Juli Cèsar       | Jacques Mauclair | –                   | Jordi Vilaseca                                                                                     | –                   |
| Marxant          | Pierre Tornade | –                   | Enric Arquimbau                                                                                    | –                   |
| Veus addicionals | Maurice Chevit, Pierre Trabaud, Robert Vattier, Michel Puterflam, Georges Carmier, Henri Labussière i Yves Brainville | –                   | Amadeu Aguado, Jordi Campillo, Francesc Figuerola, Enric Isasi-Isasmendi, Gal Soler i Joaquim Sota | Paco Alegre         |

## Curiositats
- Durant la dècada de 1960, Jean Dejoux, investigador de la RTF, va desenvolupar el procés animograf i el va presentar als dos autors, Goscinny i Uderzo. Seduït pel procés, Georges Dargaud, el director del diari Pilote, va participar en l'adaptació de l'àlbum Astérix le Gaulois, produït pels estudis Belvision, sense informar els dos autors de la sèrie. Aquest últim només va descobrir la pel·lícula durant una projecció privada, però no es va oposar a la seva estrena en cinemes.
- Mantinguts de banda durant el desenvolupament del projecte, els creadors d'Astèrix, Albert Uderzo i René Goscinny, només van descobrir l'existència de la pel·lícula durant una projecció privada. Van ser Georges Dargaud, el seu editor, i Raymond Leblanc, director general dels estudis Belvision i Éditions du Lombard, els que van dur a terme aquest projecte sense dir-los-ho.[6] Posteriorment es van preparar altres dos dibuixos animats al mateix temps: La falç d'or i El combat dels caps. Decebuts pel resultat de la primera obra, Albert Uderzo i René Goscinny van exigir la destrucció de les altres dues pel·lícules i van exigir que s'impliquin en el desenvolupament del següent llargmetratge, Astèrix i Cleòpatra.[7]